# Вероника Лейк
Вероника Лейк (урожд. Констанс Фрэнсис Мари Окельман, 14 ноября 1922 — 7 июля 1973) — американская актриса.

## Биография

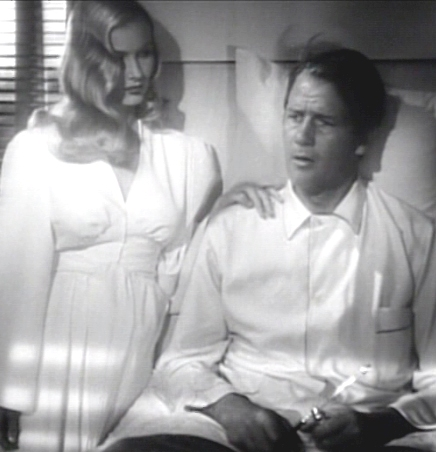
Вероника Лейк в фильме Странствия Салливана в 1941 году.

Констанс Фрэнсис Мари Окельман (англ. Constance Frances Marie Ockelman) родилась 14 ноября 1922 года в Бруклине в семье работника нефтяной компании немецкого и ирландского происхождения Гарри Окельмана и ирландки Констанс Тримбл.

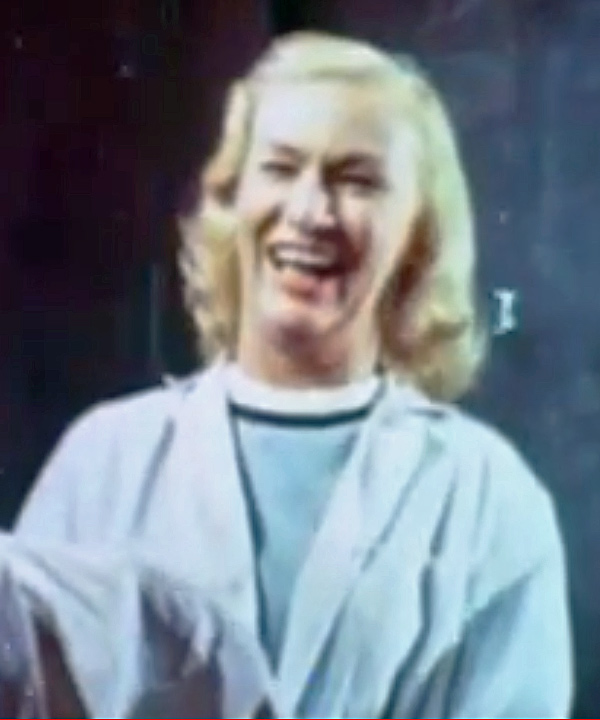
Вероника Лейк в фильме «Пир плоти» в 1970 году.

Выиграв местный конкурс красоты, она приехала в Голливуд со своей матерью в 1938 году. Год спустя дебютировала в кино на студии «RKO», где после первой же роли привлекла к себе внимание одного из продюсеров «Paramount Pictures» образом сексапильной блондинки с длинными волосами, закрывающими один глаз, благодаря которому в дальнейшем она и запомнилась зрителям. За короткий срок в начале 1940-х годов Вероника Лейк превратилась из старлетки в настоящую звезду Голливуда. Многие фильмы тех лет с её участием, такие как «Странствия Салливана» (1941), «Оружие для найма» (1942) и «Стеклянный ключ» (1942), стали кассовыми хитами. Лейк была кумиром многих женщин, а её причёска с распущенными светлыми волосами до плеч, получившая название «игра в прятки», была одной из самых популярных в те годы. Несмотря на большую популярность среди зрителей, она считалась актрисой с тяжёлым характером, работа с которой постоянно осложнялась какими-либо конфликтами.
В 1940 году Лейк впервые вышла замуж за художника-постановщика Джона Детли. В 1941 году у них родилась дочь Элейн. В 1943 году Лейк, будучи беременной, упала во время съёмок одного из фильмов, споткнувшись об осветительный кабель, что в итоге привело к скорым родам и смерти новорождённого сына Энтони. Это событие сильно повлияло на жизнь актрисы — спустя год она развелась с первым мужем, а вскоре у неё начались проблемы с алкоголем. Будучи и без этого женщиной со сложным характером, она стала ещё чаще нарываться на скандалы со съёмочным руководством, и в итоге в 1948 году студия «Paramount» решила не продлевать с ней контракт.
В 1944 году Лейк вышла замуж за кинорежиссёра Андре Детота, от которого родила сына Андре Энтони Майкла III и дочь Диану. За несколько дней до рождения Дианы мать Лейк подала на неё в суд, требуя выплаты алиментов. Лейк и Детот развелись в 1952 году.
В сентябре 1955 года она вышла замуж за композитора Джозефа Аллана Маккарти. Они развелись в 1959 году. В 1969 году Лейк призналась, что редко видит своих детей.
К середине 1950-х годов безуспешные попытки продолжить работу на телевидении и в театре ни к чему не привели, и её карьера окончательно рухнула. После развода с третьим мужем в 1959 году Лейк всё чаще стала попадаться полицейским за хулиганство и пьянство в общественных местах, живя при этом в дешёвых гостиницах Бруклина. Вскоре один из репортёров «New York Post» обнаружил её работающей буфетчицей в одном из отелей Манхэттена, из-за чего актриса вновь попала на страницы газет и привлекла к себе внимание общественности. На этой волне ей даже удалось вновь попасть на экран: Вероника некоторое время была ведущей одной из телепрограмм в Балтиморе.
Тем не менее её психическое состояние неуклонно ухудшалось, что в итоге привело к развитию у Лейк паранойи.
В июне 1973 года Лейк вернулась из своего турне по Англии и, путешествуя по Вермонту, посетила местного врача, жалуясь на боли в животе. У неё обнаружили цирроз печени в результате многолетнего употребления алкоголя, и 26 июня она была размещена в медицинском центре университета Вермонта в Берлингтоне.
Актриса скончалась 7 июля 1973 года от гепатита и почечной недостаточности, вызванной алкоголизмом, в городе Берлингтон в штате Вермонт в возрасте 50 лет. Она была кремирована, а её прах развеян на побережье Виргинских островов, как она сама пожелала.
За свой вклад в развитие киноискусства Вероника Лейк была удостоена звезды на голливудской «Аллее славы».

## Фильмография
| Год       |     | Русское название               | Оригинальное название         | Роль                         |
| --------- | --- | ------------------------------ | ----------------------------- | ---------------------------- |
| 1939      | ф   | —                              | Sorority House                | студентка                    |
| 1939      | кор | Не та комната                  | The Wrong Room                | новая невеста адвоката       |
| 1939      | ф   | Танцующая студентка            | Dancing Co-Ed                 | женщина на мотоцикле         |
| 1939      | ф   | У каждой женщины есть секрет   | All Women Have Secrets        | Джейн                        |
| 1940      | ф   | —                              | Young as You Feel             | эпизодическая роль           |
| 1940      | ф   | —                              | Forty Little Mothers          | девушка из Гренвилла         |
| 1941      | ф   | Мне нужны крылья               | I Wanted Wings                | Салли Вон                    |
| 1941      | ф   | Задержите рассвет              | Hold Back the Dawn            | киноактриса                  |
| 1941      | ф   | Странствия Салливана           | Sullivan’s Travels            | девушка                      |
| 1942      | ф   | Оружие для найма               | This Gun for Hire             | Эллен Грэм                   |
| 1942      | ф   | Стеклянный ключ                | The Glass Key                 | Дженет Генри                 |
| 1942      | ф   | Я женился на ведьме            | I Married a Witch             | Дженнифер                    |
| 1942      | ф   | Звёздно-полосатый ритм         | Star Spangled Rhythm          | в роли самой себя            |
| 1943      | ф   | Сквозь горе, тоску и утраты    | So Proudly We Hail!           | лейтенант Оливия Д’Арси      |
| 1944      | ф   | Час перед рассветом            | The Hour Before the Dawn      | Дора Бракманн                |
| 1945      | ф   | Позовите девушек               | The Hour Before the Dawn      | Тедди Коллинз                |
| 1945      | ф   | Вне этого мира                 | Out of This World             | Дороти Додж                  |
| 1945      | ф   | Таверна Даффи                  | Duffy’s Tavern                | в роли самой себя            |
| 1945      | ф   | Держите эту блондинку          | Hold That Blonde!             | Салли Мартин                 |
| 1946      | ф   | Мисс Сьюзи Слагл               | Miss Susie Slagle’s           | Нэн Роджерс                  |
| 1946      | ф   | Синий георгин                  | The Blue Dahlia               | Джойс Харвуд                 |
| 1947      | ф   | Шомпол                         | Ramrod                        | Конни Дикейсон               |
| 1947      | ф   | Девушка из варьете             | Variety Girl                  | в роли самой себя            |
| 1948      | ф   | Сайгон                         | Saigon                        | Сьюзан Кливер                |
| 1948      | ф   | Святые сёстры                  | The Sainted Sisters           | Летти Стэнтон                |
| 1948      | ф   | Разве это не романтично?       | Isn’t It Romantic             | Кэнди Камерон                |
| 1949      | ф   | Ураган Слаттери                | Slattery’s Hurricane          | Долорес Гривс                |
| 1950      | с   | —                              | Lights Out                    | Мерси Девайс                 |
| 1950—1953 | с   | Люкс-видео театр               | Lux Video Theatre             | Беверли / Лу / Сторми Дентон |
| 1951      | с   | —                              | Somerset Maugham TV Theatre   | Валери                       |
| 1951      | ф   | Цитадель                       | Stronghold                    | Мэри Стивенс                 |
| 1952      | с   | Театр Целанез                  | Celanese Theatre              | Эбби Фейн                    |
| 1952      | с   | —                              | Betty Crocker Star Matinee    | н/д                          |
| 1952      | с   | Сказки завтрашнего дня         | Tales of Tomorrow             | Пола Мартин Беннетт          |
| 1952      | с   | Телевизионный театр «Goodyear» | Goodyear Television Playhouse | Джуди «Лени» Ховард          |
| 1953      | с   | Опасность                      | Jeopardy                      | н/д                          |
| 1954      | с   | —                              | Broadway Television Theatre   | Нэнси Уиллард                |
| 1966      | ф   | Шаги по снегу                  | Footsteps in the Snow         | н/д                          |
| 1970      | ф   | Пир плоти                      | Flesh Feast                   | доктор Элейн Фредерик        |